# 康村
康村（法語：Quend，法語發音：[kɛ̃]）是法国上法蘭西大區索姆省的一个市镇，属于阿布维尔区。

## 地理
康村（50°18'59"N, 1°38'10"E）面积37.78 平方千米，位于法国上法蘭西大區索姆省，该省份为法国北部沿海省份，北起加来海峡省和北部省，西接滨海塞纳省和大西洋英吉利海峡，南至瓦兹省，东临埃纳省。
与康村接壤的市镇（或旧市镇、城区）包括：孔希勒勒唐普勒、科利讷博蒙、马翁普拉日堡、吕镇、圣康坦昂图尔蒙、欧蒂河畔维莱尔。

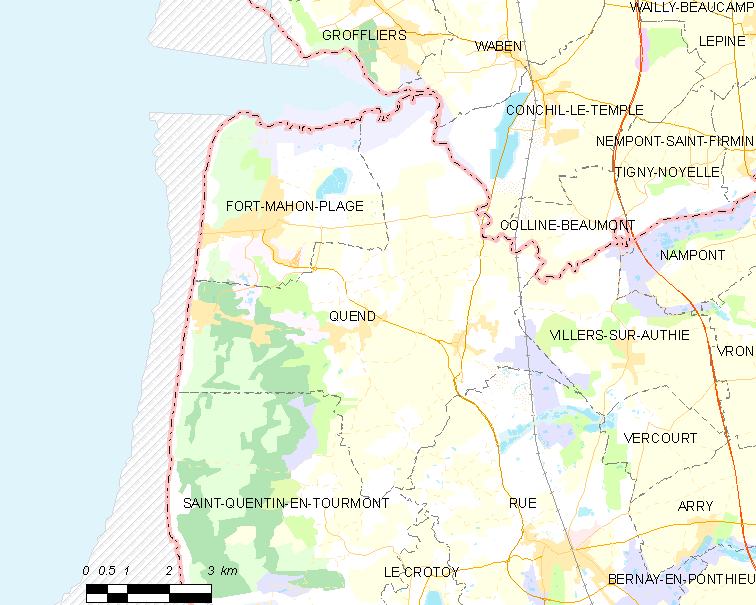
康村的OSM定位图

康村的时区为UTC+01:00、UTC+02:00（夏令时）。

## 行政
康村的邮政编码为80120，INSEE市镇编码为80649。

## 政治
康村所属的省级选区为吕镇县。

## 人口

1962-2008年间康村人口变化图示

康村于2022年1月1日时的人口数量为1280人。